# The Ford Television Theatre
The Ford Television Theatre è una serie televisiva statunitense in 195 episodi trasmessi per la prima volta nel corso di 5 stagioni dal 1952 al 1957.
È una serie di tipo antologico sponsorizzata dalla Ford in cui ogni episodio rappresenta una storia a sé. Gli episodi sono storie di genere vario. Deriva dalla serie radiofonica antologica Ford Theater, andata in onda sulle stazioni radio della NBC e della CBS dal 1947 al 1949, e dalla serie televisiva The Ford Theatre Hour, trasmessa con episodi dal vivo sulla CBS dal 1948 al 1951.

## Interpreti

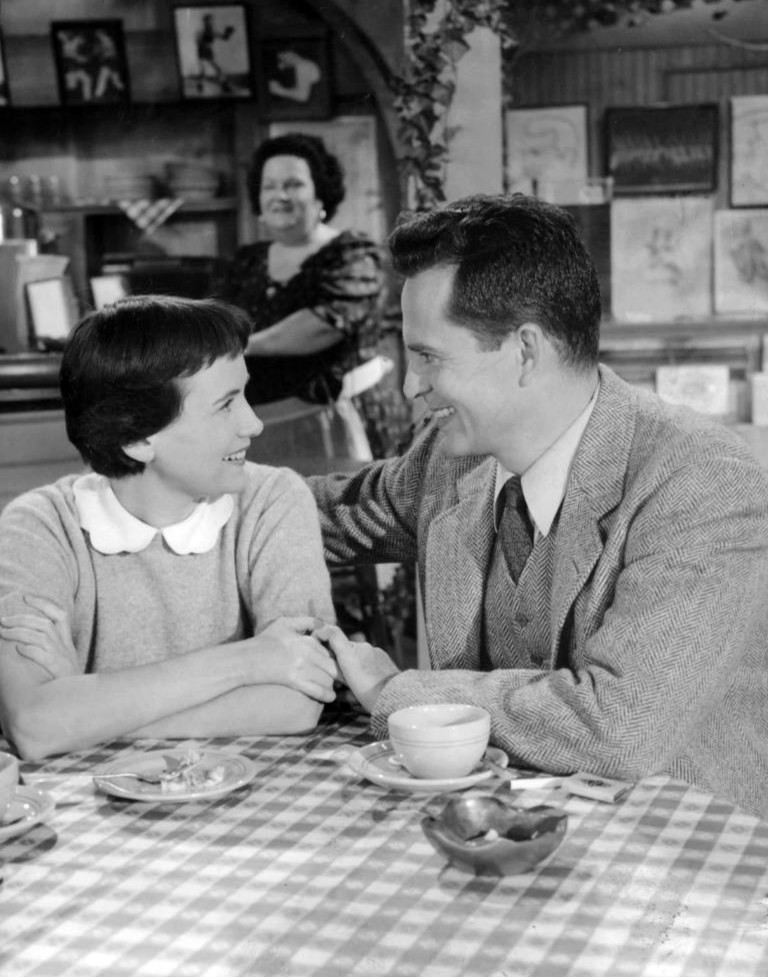
Teresa Wright e Larry Parks nell'episodio The Happiest Day del 1954.

La serie vede la partecipazione di numerose star cinematografiche e televisive, molte delle quali interpretarono diversi ruoli in più di un episodio. Ronald Reagan e sua moglie Nancy Davis fecero la loro prima apparizione insieme nell'episodio First Born del 5 febbraio 1953.
- Philip Carey (10 episodi, 1953-1957)
- Laraine Day (7 episodi, 1952-1957)
- Thomas Mitchell (6 episodi, 1954-1957)
- Richard Denning (6 episodi, 1953-1957)
- Willis Bouchey (6 episodi, 1953-1957)
- Virginia Field (6 episodi, 1952-1956)
- Hank Patterson (5 episodi, 1952-1957)
- Horace McMahon (5 episodi, 1952-1956)
- Larry Parks (5 episodi, 1954-1957)
- William Leslie (5 episodi, 1955-1957)
- Teresa Wright (5 episodi, 1953-1957)
- Scott Brady (5 episodi, 1953-1956)
- Kathryn Grant (5 episodi, 1955-1957)
- S. John Launer (4 episodi, 1956-1957)
- Kenneth MacDonald (4 episodi, 1952-1955)
- Macdonald Carey (4 episodi, 1952-1957)
- Phyllis Kirk (4 episodi, 1956-1957)
- Ellen Drew (4 episodi, 1952-1955)
- Lawrence Dobkin (4 episodi, 1954-1956)
- Michael Fox (4 episodi, 1956-1957)
- Joanne Dru (4 episodi, 1953-1955)
- June Vincent (4 episodi, 1953-1957)
- Dick Foran (4 episodi, 1955-1957)
- Edward Arnold (4 episodi, 1952-1955)
- Trevor Bardette (4 episodi, 1953-1956)
- Lucy Marlow (4 episodi, 1955-1957)
- Richard Webb (4 episodi, 1953-1957)
- Ann Doran (4 episodi, 1953-1955)
- Helen Wallace (4 episodi, 1952-1957)
- Robert Foulk (4 episodi, 1953-1956)
- Arthur Franz (4 episodi, 1952-1957)
- James Bell (4 episodi, 1954-1956)
- Irene Dunne (4 episodi, 1954-1956)
- Jane Darwell (4 episodi, 1954-1955)
- Paul Keast (4 episodi, 1955-1957)
- Paul Henreid (3 episodi, 1953-1957)
- Maureen O'Sullivan (3 episodi, 1953-1954)
- Kerwin Mathews (3 episodi, 1954-1956)
- Walter Sande (3 episodi, 1952-1956)
- Charles Bickford (3 episodi, 1952-1956)
- Richard Conte (3 episodi, 1953-1956)
- Anita Louise (3 episodi, 1952-1955)
- Marjorie Lord (3 episodi, 1952-1954)
- Pat O'Brien (3 episodi, 1953-1957)
- Mae Clarke (3 episodi, 1953-1956)
- Virginia Grey (3 episodi, 1953)
- Mel Welles (3 episodi, 1955-1956)
- John Beradino (3 episodi, 1956-1957)
- Eddy Waller (3 episodi, 1952-1955)
- Hugh Sanders (3 episodi, 1953-1957)
- Don C. Harvey (3 episodi, 1953-1956)
- Sydney Mason (3 episodi, 1954-1956)
- Stephen McNally (3 episodi, 1952-1957)
- Howard Duff (3 episodi, 1953-1956)
- Barry Sullivan (3 episodi, 1953-1955)
- Peter Lawford (3 episodi, 1953-1954)
- Rory Calhoun (3 episodi, 1954-1955)
- Kevin McCarthy (3 episodi, 1952-1957)
- Mark Stevens (3 episodi, 1952-1953)
- Gale Robbins (3 episodi, 1954-1955)
- Patric Knowles (3 episodi, 1955)
- Tommy Rettig (3 episodi, 1952-1954)
- Paul Langton (3 episodi, 1953-1955)
- Rosemary DeCamp (3 episodi, 1953-1954)
- George Macready (3 episodi, 1952-1956)
- Elizabeth Patterson (3 episodi, 1953-1957)
- Onslow Stevens (3 episodi, 1953-1956)
- Dan Barton (3 episodi, 1955-1957)
- Roger Smith (3 episodi, 1956)
- Sammy Ogg (3 episodi, 1953-1956)
- Helen Brown (3 episodi, 1952-1957)
- Barbara Hale (3 episodi, 1952-1956)
- Jane Greer (3 episodi, 1953-1957)
- Sara Haden (3 episodi, 1953-1957)
- Charles Coburn (3 episodi, 1953-1956)
- John Baer (3 episodi, 1953-1955)
- Joan Leslie (3 episodi, 1953-1954)
- Ronald Reagan (3 episodi, 1953-1954)
- John Hudson (3 episodi, 1954-1957)
- Theodore von Eltz (3 episodi, 1954-1956)
- Charles Watts (3 episodi, 1954-1956)
- Eleanor Audley (3 episodi, 1955-1957)
- Marilyn Erskine (3 episodi, 1955-1957)
- Lucien Littlefield (3 episodi, 1955-1957)
- Gene Barry (3 episodi, 1955-1956)
- William Bendix (2 episodi, 1954-1956)
- Linda Darnell (2 episodi, 1956-1957)
- Louis Jourdan (2 episodi, 1956-1957)
- Ward Bond (2 episodi, 1953-1954)
- Craig Stevens (2 episodi, 1954-1957)
- Raymond Burr (2 episodi, 1954-1956)
- Osa Massen (2 episodi, 1953-1957)
- Edmund Gwenn (2 episodi, 1952-1954)
- Will Rogers Jr. (2 episodi, 1952-1954)
- Paulette Goddard (2 episodi, 1953-1957)
- Ann Sheridan (2 episodi, 1953-1957)
- Eddie Bracken (2 episodi, 1953-1956)
- Edmond O'Brien (2 episodi, 1953-1954)
- Robert Stack (2 episodi, 1953-1954)
- James Whitmore (2 episodi, 1954-1957)
- Ida Lupino (2 episodi, 1954)
- Brian Keith (2 episodi, 1955-1957)
- Brian Donlevy (2 episodi, 1955-1956)
- Ricardo Montalbán (2 episodi, 1955-1956)
- Robert Sterling (2 episodi, 1956-1957)
- Virginia Bruce (2 episodi, 1952-1957)

## Produzione
La serie fu prodotta da Ford Motor Company e Screen Gems Television e girata a Hollywood in California. Le musiche furono composte da Al Sack. Nel mese di ottobre del 1954, The Ford Television Theatre divenne la prima serie televisiva ad essere trasmessa regolarmente a colori.

### Registi
Tra i registi sono accreditati:
- James Neilson in 18 episodi (1953-1957)
- Ted Post in 11 episodi (1953-1955)
- Anton Leader in 7 episodi (1955-1957)
- Oscar Rudolph in 5 episodi (1957)
- Arnold Laven in 4 episodi (1954-1955)
- Robert Stevenson in 3 episodi (1952-1953)
- Jules Bricken in 3 episodi (1953-1955)
- John Meredyth Lucas in 3 episodi (1956)
- Leigh Jason in 2 episodi (1952-1953)
- Richard Quine in 2 episodi (1952-1953)
- George Archainbaud in 2 episodi (1953-1957)
- Edward Bernds in 2 episodi (1953-1954)
- Arthur Hiller in 2 episodi (1956-1957)
- Lewis Seiler in 2 episodi (1956-1957)
- Albert S. Rogell in 2 episodi (1956)
- Jack Gage in 2 episodi (1957)
- Marc Daniels
- Franklin J. Schaffner

### Sceneggiatori
Tra gli sceneggiatori sono accreditati:
- Karen DeWolf in 10 episodi (1953-1957)
- Jerome Gruskin in 5 episodi (1953)
- Frederick Brady in 3 episodi (1953-1956)
- Cornell Woolrich in 3 episodi (1955-1957)
- Gerry Day in 3 episodi (1956-1957)
- Sumner Arthur Long in 2 episodi (1953-1955)
- Lillie Hayward in 2 episodi (1953-1954)
- Lawrence L. Goldman in 2 episodi (1953)
- Robert Bassing in 2 episodi (1954-1957)
- Mary C. McCall Jr. in 2 episodi (1954-1956)
- Rod Serling in 2 episodi (1954-1955)
- Russell S. Hughes in 2 episodi (1957)

## Distribuzione
La serie fu trasmessa negli Stati Uniti dal 2 ottobre 1952 al 26 giugno 1957. Dal 1948 al 1951 era stata già trasmessa in prima serata sulla CBS The Ford Theatre Hour con episodi dal vivo prodotti a New York. Dopo una stagione di assenza (1951-1952), la serie riprese con un nuovo titolo, una nuova produzione e una nuova programmazione regolare dalla stagione 1952-1953, quando la produzione si spostò ad Hollywood e gli episodi, stavolta filmati e della durata di mezz'ora, vennero trasmessi sulla NBC. Nella sua ultima stagione (1956-1957) la serie si spostò infine sulla ABC. È stata trasmessa poi anche in syndication con il titolo Theater of Stars.

## Episodi
| Stagione         | Episodi | Prima TV USA |
| ---------------- | ------- | ------------ |
| Prima stagione   | 39      | 1952-1953    |
| Seconda stagione | 39      | 1953-1954    |
| Terza stagione   | 39      | 1954-1955    |
| Quarta stagione  | 39      | 1955-1956    |
| Quinta stagione  | 39      | 1956-1957    |